# Crise cambial brasileira de 2002
A crise cambial brasileira de 2002 foi um crise de confiança provocada por um ataque especulativo à moeda brasileira no mercado de câmbio. Num contexto internacional com alta aversão ao risco, particularmente por causa da concomitante crise econômica argentina, e sob a expectativa da eleição presidencial em outubro, a crise levou a uma excessiva volatilidade cambial, uma dificuldade de manejo da dívida pública e a suspensão de linhas de financiamento externo para o Brasil. O real desvalorizou-se 34% em relação ao dólar, enquanto a inflação subiu para 12,53% ao ano, assim como elevou-se o índice risco-país. A crise começou por volta de junho daquele ano, atingindo seu ápice em julho e setembro e arrefecendo após a eleição. 

## Contexto e antecedentes
O bem-sucedido Plano Real havia adotado em 1994 um regime de âncora cambial, considerando necessário dada a baixa confiança dos países latinos após calotes anteriores. Em 1995, o Banco Central (BC) alterou o regime para um de bandas cambiais, o que provocou uma apreciação do real e dos déficits em conta corrente, exigindo assim altos juros para a entrada de investimentos internacionais. Em três situações do cenário internacional os juros precisaram ser bruscamente levantados, evitando a fuga de capitais: a crise mexicana de 1994, a asiática de 1997 e a russa de 1998. A crise russa em particular provocou um aumento na aversão ao risco do investidor internacional, o que só aumentaria posteriormente com os ataques de 11 de setembro de 2001. Já no final de 1998 o governo FHC assinou um acordo com o Fundo Monetário Internacional (FMI) para o fornecimento de reservas internacionais; o acordo previa um empréstimo de 41,5 bilhões de dólares.
Em 10 de setembro de 1998, o Comitê de Política Monetária (Copom) do Banco Central, visando impedir a saída de dólares, eleva os juros anuais para 40,18%. Acreditando que o BC não conseguiria manter o câmbio, com o déficit nas contas correntes e o juros já elevados, investidores promovem um ataque especulativo, forçando o Banco Central, em janeiro seguinte, a novamente mudar o regime, primeiro para um sistema de "banda diagonal endógena", de curta duração. Por fim, com a credibilidade abalada, o BC adota em 16 de janeiro o regime de livre flutuação cambial, levando a uma grande desvalorização do real; o valor do real diminuiu 70,83% em relação a dezembro de 1998.
Aumentando a tensão na economia, a matriz energética brasileira, altamente dependente da energia hidroelétrica, foi afetada pelas baixas chuvas de 2001. A chamada crise do apagão envolveu o racionamento de energia por parte dos consumidores e afetou o potencial de crescimento da economia.

## Crise de confiança
Com a tensão presente na economia e a alta aversão ao risco nos mercados internacionais, uma crise de confiança da economia brasileira agravou-se a partir da metade de 2002. A crise não teve uma causa única ou predominante, sendo ocasionada por um conjunto dos fatores agravantes, tanto internos quanto externos.
Particularmente relevante para os investidores era a situação na Argentina, que temia-se contaminar a economia brasileira. Nesse período de 1999 a 2001, o EMBI+ (Emerging Market Bond Index; índice do banco americano JP Morgan que mede o risco de países emergentes) dos dois países esteve positivamente correlacionado.
Os choques externos atingiram a economia brasileira principalmente por meio de dois canais: o mercado de derivativos cambiais e o mercado de títulos da dívida externa brasileira, ativos conhecidos como Brady Bonds, em referência ao plano de renegociação da dívida externa implementando por Nicholas F. Brady, secretário do Tesouro americano. No auge da crise, a cotação unitária de cada título passaria a ser cotado em menos da metade do seu valor de face (100 dólares).
O risco-país, como medido pelo EMBI+, subiu a um nível mais elevado do que em 1999, fechando junho de 2002 em 2.395 pontos, a maior cotação desde 1994, quando foi implementado o Plano Real. Com o encerramento repentino do financiamento externo, a economia brasileira enfrentou o que os economistas chamam de "parada súbita" ("sudden stop").
Em 2003, como o Banco Central não conseguiu deixar a inflação dentro da meta anteriormente estabelecida, o então presidente, Henrique Meirelles, teve que escrever uma carta pública se explicando para o ministro da Fazenda, Antonio Palocci, como prevê a legislação do regime de metas. Nessa carta, Meirelles justifica a queda do investimento estrangeiro no Brasil como parte de um processo global, com os fluxos para a América Latina caindo 44,2%.
No nível interno, os dois fatores que mais afetaram o mercado foram a crise de marcação a mercado e a eleição presidencial de 2002, na qual o candidato Lula da Silva, do Partido dos Trabalhadores, despontava como claro favorito durante a campanha.

### Crise de marcação a mercado
Em 15 de fevereiro de 2002, o Banco Central emitiu uma circular (Carta Circular 3.086) exigindo que os fundos de investimentos registrassem seus ativos por marcação a mercado, isto é, o gestor agora precisava reconhecer diariamente as oscilações de preço dos títulos e não apenas o custo de compra acrescido do rendimento diário (metodologia conhecida como "curva do papel"). A nova exigência sinalizou ao investidor estrangeiro que muitos desses papéis não indicavam seu real valor atualizado, intensificando assim a crise de confiança. Dado o maior risco de superestimação do patrimônio declarado, os investidores passaram a exigir, proporcionalmente, maior prêmio de risco para carregar esses títulos, o que os desvalorizava.
Em primeiro momento marcada para setembro, os fundos precisaram se adaptar até o final de maio de 2002. A nova regra fiscal provocou uma generalizada queda de rentabilidade. Segundo levantamento da Faculdade de Economia da Universidade de São Paulo (FEA-USP), muitos fundos DI alcançaram apenas a mesma rentabilidade do Certificado de Depósito Bancário (CDI; taxa básica nas operações entre bancos), enquanto outros tiveram rentabilidade negativa. Muitos investidores chegaram a trocar os fundos DI e de renda fixa pela poupança. Os bancos estrangeiros sofreram perdas menores, porque já praticavam a marcação a mercado.
Buscando cobertura cambial contra essas perdas, os investidores compraram dólares, elevando assim o preço da moeda.
O Banco Central defendeu a nova regra, explicou que era o padrão internacional e que daria aos investidores a real noção da rentabilidade. O presidente do BC, Armínio Fraga, disse que, com ela, se dará maior proteção e transparência para os pequenos investidores. O secretário adjunto do Tesouro Nacional, Rubens Sardenberg, disse entender que o nervosismo do mercado tinha um certo exagero. O economista Luiz Gonzaga Belluzzo criticou a medida, chamando-a de "barbeiragem": "Tecnicamente a medida é correta. Mas o mercado já estava ruim e isso aumentou as incertezas. Os cotistas de fundos entenderam que levaram um calote".
Em entrevista à Folha de S.Paulo no final do ano seguinte, Alfredo Setubal, o presidente da Associação Nacional dos Bancos de Investimentos (Anbid), disse que o ano havia sido um de recuperação para os fundos. Segundo ele, 2003 se encerraria com captação de mais de 60 bilhões de reais, contra os 63,8 bilhões que foram retirados em 2002.

### Acordo com o FMI
Segundo o Banco Central, naquele ano o FMI entregou 16,045 bilhões de dólares e o Brasil por sua vez pagou 4,564 bilhões dos empréstimos anteriores, resultando na entrada liquida de 11,480 bilhões de dólares na economia brasileira.

## Rescaldo e análise
Mesmo com a crise cambial, a economia do Brasil cresceu em 2002: o Produto Interno Bruto (PIB) no ano foi 1,52% maior do que em 2001.
Ao contrário da crise de 1999, a de 2002 ocorreu sob um regime cambial livre e envolveu fatores políticos internos além dos internacionais, sendo portanto mais previsível do que a de 1999, um contraste que permite a pesquisadores testarem hipóteses sobre o funcionamento da economia. Em artigo de 2009, pesquisadores do Banco Central encontraram que empresas listadas na Bolsa americana haviam administrado melhor o risco cambial anteriormente à crise de 1999, mas a diferença não foi significativa em 2002, indicando a menor importância de arbitradores internacionais numa crise interna.
Numa dissertação de 2007, a economista Iana Almeia conclui que a dívida cambial foi "a grande responsável pela dinâmica ascendente da relação dívida/PIB nos anos 2000". Ela também traçou um conjunto de estratégias contrafactuais com as quais o Banco Central poderia ter evitado ou mitigado a crise de 2002.
No final de 2024, durante outra forte desvalorização da moeda, a CNN ressaltou como o real, nos 25 anos desde 2000, havia se desvalorizado em quinze períodos e valorizado apenas em dez. A queda de 2002 era justamente a mais expressiva (perda de valor de 34,33%), seguida pela crise de 2014 (31,98%), a crise mundial de 2008 (24,21%) e a recessão da Covid-19 (22,4%), além do atual período em 2024.